# Šeherdžik
Šeherdžik es un pueblo de la municipalidad de Donji Vakuf, en el cantón de Bosnia Central, Bosnia y Herzegovina.

## Superficie
Posee una superficie de 1,0 kilómetro cuadrado.

## Demografía
Hasta 2013 la población era de 261 habitantes, con una densidad de población de 259,7 habitantes por kilómetro cuadrado.